# Акбузат (эпос)
«Акбузат» (баш. Аҡбуҙат) — башкирский эпос (кубаир). Входит в цикл героических сказаний об Урал-Батыре и его потомках («Урал-батыр», «Бабсак и Кусэк» и др.).

## Описание
В 1910 году был записан Мухаметшой Бурангуловым от Габит-сэсэна. В 1917 года им же был записан второй вариант эпоса от народного сэсэна Гатиатуллы Биккужина в д. Бабалар Бурзянской волости Оренбургского уезда Оренбургской губернии (ныне Куюргазинский район Башкортостана).
Большое место в эпосе занимают образы народной мифологии, представления древних людей об устройстве мира. В сказании чередуются поэтические и прозаические тексты, с этим связано и своеобразие исполнения кубаира. Прозаическая часть рассказывается сэсэнами в обычной повествовательной форме, стихотворный текст исполняется в форме речитативного напева.
В эпосе немало мотивов, эпизодов, образов, которые связывают его с эпосом «Урал-батыр»: например, образы Хумай, Кахкахы, Шульгена, Акбузата, символ волшебного алмазного меча и т. д. Эти сказочные образы имеют важную композиционную особенность и большое идейно-художественное значение. В обоих произведениях события происходят на территории Уральских гор.

## Сюжет
В основе сюжета лежит реальный мир: быт и нравы, древние обычаи и представления башкир о счастливом будущем. По содержанию эпос является сказочно-героическим произведением. Основная тема эпического сказания — борьба батыра (героя) за счастье людей, за торжество справедливости.
Главный герой эпоса Хаубан является продолжателем благородных деяний отца Сура-Батыра, деда Иделя и прадеда Урал-Батыра.
В эпосе «Акбузат» Хаубан отправляется в подводное царство Шульгена в поисках украденного дивами Акбузата и алмазного меча Урал-батыра. Он уничтожает дэвов (дейеу) и драконов, разрушает подводное царство, в котором обитает злой и коварный правитель Шульген. Из его царства Хаубен освободил крылатого коня-тулпара Акбузата, потомки которого и поныне верой и правдой служат людям. Вместе с конём он возвращается на землю и освобождает свой народ от рабства хана Масима.
После возвращается к озеру и разрубает правителя подводного царства на мелкие кусочки, а обитателей превращает в змей, жаб и летучих мышей. Спасает семерых батыров: Кыпсак Батыра, Катай Батыра, Токлес Батыра, Тамъян Батыра, Юрматы Батыра и Табын Батыра, основателей семи башкирских родов. Разгромив врагов и освободив украденных дивами девушек, Хаубан женится на дочери подводного царя Нэркес.

## В современной культуре
По мотивам башкирского эпоса «Акбузат» композитором А. А. Эйхенвальдом была написана опера «Степь», которая впервые была поставлена в 1931 году на сцене Самарского оперного театра.
Также по мотивам эпического сказания, композиторами Х. Заимовым и А. Спадавеккиа создана опера «Акбузат» («Волшебный конь»). В 1942 году опера впервые была поставлена в Башкирском театре оперы и балета.